# جادوگر شهر از (فیلم ۱۹۳۹)
جادوگر اُز (به انگلیسی: The Wizard of Oz) فیلمی است به کارگردانی ویکتور فلمینگ که بر اساس رمانی برای کودکان نوشته ال. فرانک باوم آمریکایی به نام جادوگر بی‌نظیر شهر آز ساخته شده است.

## خلاصه فیلم

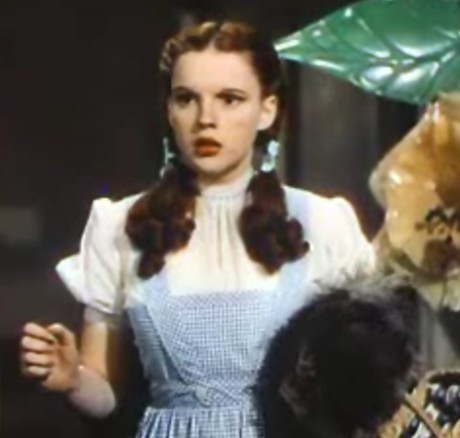
جودی گارلند در نقش «دوروتی گیل»

دوروتی دخترک کوچکی است که همراه سگش توتو در کشتزاری در کانزاس زندگی می‌کند. روزی گردبادی می‌آید و دوروتی و سگش و خانه‌اش را با خود به آسمان می‌برد و در سرزمین آز پایین می‌آورد. در آز همه چیز زیبا و غریب است، با این حال دوروتی می‌خواهد هر جور شده به خانه‌اش برگردد. دوروتی تصمیم می‌گیرد تا به شهر آز برود تا از جادوگرانی که در آن شهر زندگی می‌کنند برای بازگشت به خانه کمک بگیرد. دوروتی سرِ راهش به مترسکی که مغز ندارد، آدم آهنی‌ای که قلب ندارد و شیر بزدلی که شجاعتش را از دست داده‌است برمی‌خورد. آن‌ها همه امیدوارند که جادوگر نیکوکار شمال در آز کمک‌شان کند، اما جادوگر بدجنس غرب که در پی انتقام مرگ جادوگر بدجنس شرق است، مشکلاتی را سر راه آن‌ها و جادوگر نیکوکار شمال به وجود می‌آورد. در نهایت دوروتی با ریختن یک سطل آب روی جادوگر بدجنس غرب موجب نابودی او می‌شود و جادوگر شهر آز نیز به عنوان جایزه آرزوی او و دوستانش را برآورده می‌کند.

## بازیگران
- جودی گارلند در نقش «دوروتی گیل»
- فرانک مورگان در نقش‌های «پروفسور مارول»، «کالسکه‌ران»، «نگهبان جادوگر»، «جادوگر اُز»
- ری بولگر در نقش «هانک، مترسک»
- جک هالی در نقش «هیکوری، مرد حلبی»
- کلارا بلندیک در نقش «عمه ام»
- برت لار در نقش «شیر بزدل»
- پت والش در نقش «نیکو، میمون بالدار»
- چارلی بکر
- سگی به نام «تری» در نقش «توتو»
- «لیتل بیلی» رودز
- ویویان رید
- خانواده دال در نقش «مانچکین‌ها»
- کارل اسلووِر در نقش یکی از «مانچکین‌ها»

## دوبله فارسی (اول)
مدیر دوبلاژ: مریم شیرزاد
دوروتی: مریم شیرزاد
جادوگر شهر اُز (پروفسور مارول): منوچهر اسماعیلی
مرد حلبی: ژرژ پطرسی
مترسک: شروین قطعه‌ای
شیر بزدل: تورج مهرزادیان